# Divisor de corrente
Em eletrônica, a regra do divisor de corrente, ou simplesmente o divisor de corrente, é uma técnica de análise utilizada para calcular a corrente que flui em um determinado ramo de um conjunto de ramos sabendo-se apenas a impedância equivalente presente em cada ramo e a corrente total que flui por eles.

## Divisor de corrente com dois resistores

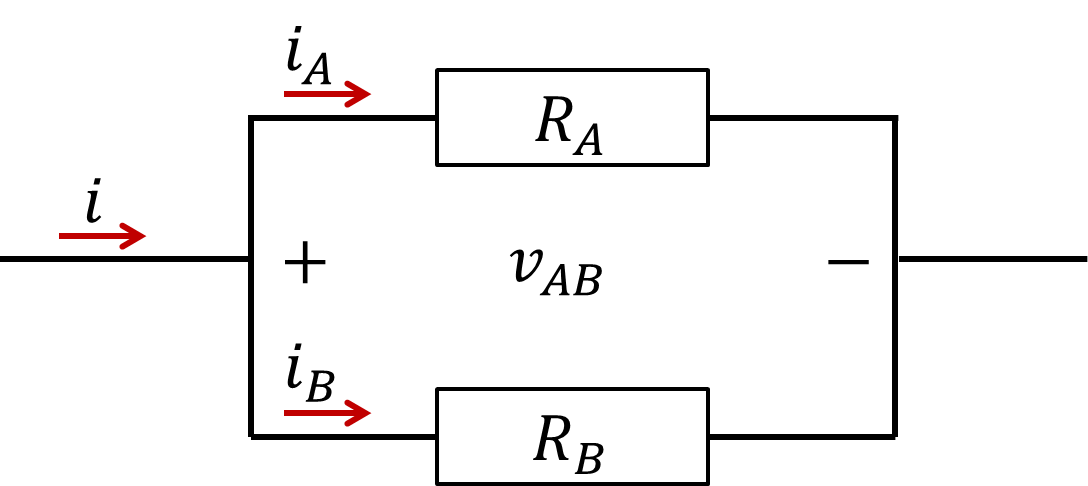
Circuito com dois resistores em paralelo em uma ramo.

Neste circuito, dois resistores estão conectados em paralelo e deseja-se determinar a corrente que passa por cada um deles. A figura ao lado exemplifica o caso. Assim sendo, pode-se relacionar a corrente em cada resistor com a tensão em seus terminais, da seguinte forma:

{\displaystyle i_{A}={\frac {v_{AB}}{R_{A}}}}
{\displaystyle i_{B}={\frac {v_{AB}}{R_{B}}}}
A tensão {\displaystyle v_{AB}} pode ser obtida através do produto da corrente {\displaystyle i} pela resistência equivalente da associação dos resistores {\displaystyle R_{A}} e {\displaystyle R_{B}}. Ou Seja: 
{\displaystyle v_{AB}=i(R_{A}//R_{B})=i{\frac {R_{A}R_{B}}{R_{A}+R_{B}}}}
Assim:

{\displaystyle i_{A}=i{\frac {R_{B}}{R_{A}+R_{B}}}}

{\displaystyle i_{B}=i{\frac {R_{A}}{R_{A}+R_{B}}}}